# Solochianá
Solochianá, en grec moderne : Σολοχιανά, est un village du dème de Mylopótamos, en Crète, en Grèce. Selon le recensement de 2011, la population de Solochianá compte 17 habitants. Il est situé à une altitude de 62 m et à une distance de 26 km de Réthymnon.